# Matteo Balducci
Pour les articles homonymes, voir Balducci.
Matteo Balducci, né à Fontignano (une frazione de Pérouse située à proximité du lac Trasimène), est un peintre italien de la Renaissance tardive actif au cours de la première moitié du XVIe siècle.

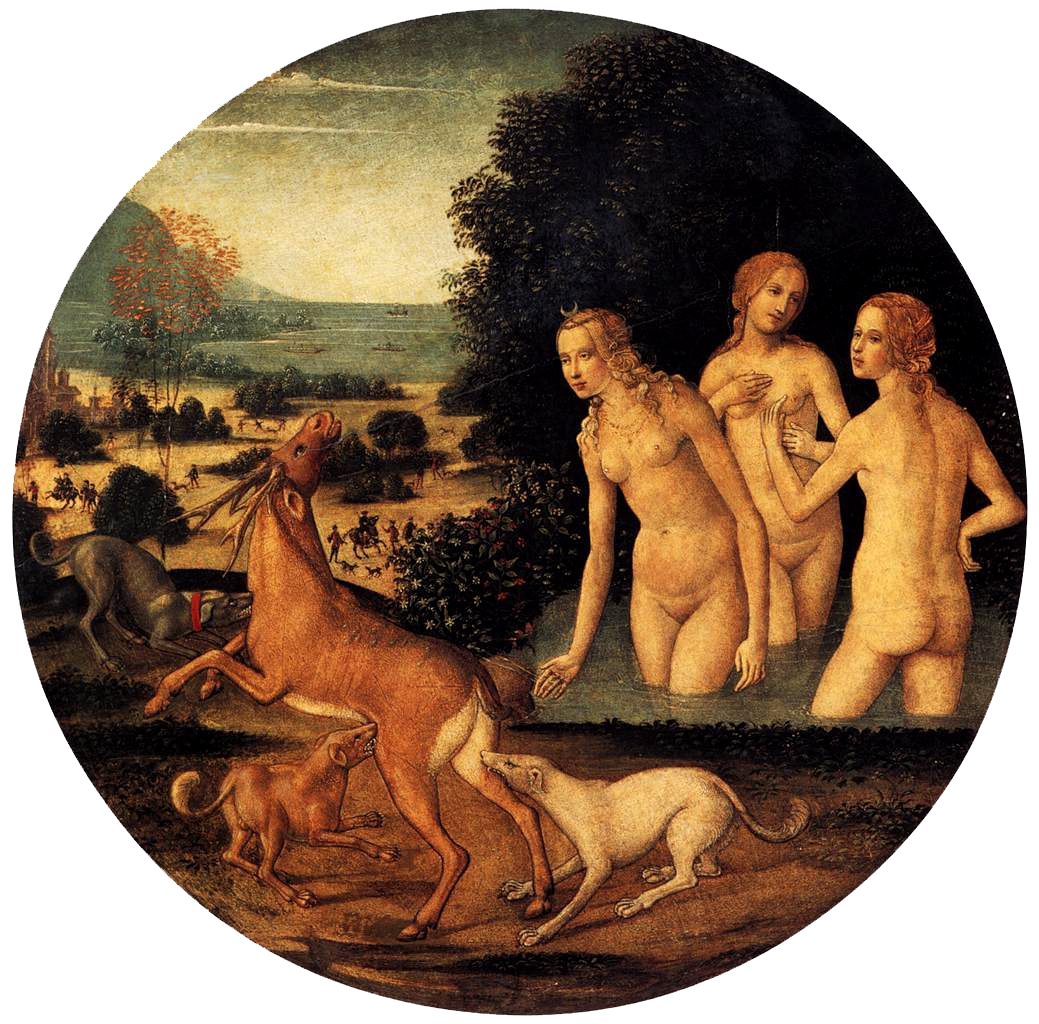
Diane et Actaeon

## Biographie
Matteo Balducci était un associé de Giovanni Antonio Bazzi entre 1517 et 1523. 
L'année suivante il a peint un retable à San Francesco di Pian Castagniano au mont Amiata en Toscane. Il a également peint dans des églises de Sienne.

## Œuvres
- Diane et Actaeon, collection privée
- Adoration des rois mages